# Fieber im Herzen
Fieber im Herzen (Originaltitel: La venexiana) ist ein italienischer Spielfilm aus dem Jahr 1986. Die Handlung des erotischen Kostümfilms folgt einem anonymen venezianischen Theaterstück aus dem 16. Jahrhundert. Für die Regie zeichnete Mauro Bolognini verantwortlich, während Ennio Morricone die barocke Filmmusik komponierte. Es existieren zwei Synchronfassungen, eine ostdeutsche und eine westdeutsche. Die ostdeutsche Synchronfassung entstand bei der DEFA und wird öfters im MDR gezeigt. Er lief auch unter den Titeln Liebesfeuer in Venedig und Die Venezianerin.

## Handlung
Über Jahre hat die Pest in Venedig jene, die Ausschweifungen nicht zu entsagen vermochten, hingerafft, doch nun ist sie überwunden. In die Stadt kommt der junge Giulio, der den Frauen sofort gefällt und Abenteuer sucht. Auf der Straße kreuzen sich seine Blicke mit denen von Valeria, der er nachläuft. Sie weist ihn zunächst ab, schickt dann aber ihre tölpelhafte Zofe Oria los, um ihn zu suchen und einzuladen. Oria findet ihn und richtet ihm aus, er solle sich um Mitternacht vor Valerias Haus einfinden, wo er vielleicht Einlass bekommen werde.
Doch auch die junge Witwe Angela, die ein immenses Vermögen geerbt hat, das sie verlöre, wenn sie sich anderen Männern hingäbe, hat ein Auge auf Giulio geworfen. Um sich nicht mit Zärtlichkeiten mit ihrer Zofe Nena begnügen zu müssen, stellt sie dem Gondoliere Bernardo eine hohe Entlohnung in Aussicht, wenn er Giulio aufspürt und zu ihr lotst. Bernardo findet den schmachtend wartenden Jüngling und lobt Angela als die schönste Frau Venedigs. Und Giulio gibt das ungewisse Treffen mit Valeria zugunsten des sicher versprochenen mit Angela auf und steigt in die Gondel. Er und Angela verbringen die Nacht unter gegenseitigen innigen Liebesbeteuerungen, derweil Bernardo und Nena im Gemach darüber alles mitbekommen und es miteinander treiben. Am Morgen schenkt Angela dem Reisenden zum Abschied einen kostbaren Halsschmuck. Wieder auf der Straße wird er von Oria zu deren Herrin geführt, die darüber verzweifelt ist, dass er in der Nacht nicht zu ihr gekommen ist. Erst über sein spätes Erscheinen erfreut, erkennt sie am Halsschmuck, dass er bei Angela gewesen ist, und jagt ihn erzürnt davon. Doch sogleich erkennt Valeria ihren Wutausbruch als Fehler und sucht als Mann verkleidet auf den Straßen nach ihm, bis sie sich in die Arme fallen. Sie vergnügen sich in Valerias Schlafgemach, bis ihr Gatte naht und Giulio sich im letzten Augenblick davonstehlen kann. Zwar wirft er nun Steinchen gegen Angelas Fenster, doch sie zieht die Gardinen zu. So verlässt Giulio die Stadt, deren Menschen er rühmt wie die Begegnungen mit ihnen.

## Deutsche Fassungen
Es existieren zwei deutsche Synchronfassungen, eine für die DDR und eine für die BRD. Die ostdeutsche Fassung entstand beim DEFA Studio für Synchronisation, Berlin. 
Friedel Hohnwald schrieb das Dialogbuch und Frieder Kranz führte Regie.
| Figur    | Darsteller        | Deutscher Sprecher | Deutscher Sprecher (BRD) |
| -------- | ----------------- | ------------------ | ------------------------ |
| Angela   | Laura Antonelli   | Hanna Bechstedt    | Marion Hartmann          |
| Valeria  | Monica Guerritore | Hellena Büttner    | Heidi Treutler           |
| Giulio   | Jason Connery     | Torsten Bauer      | Christian Tramitz        |
| Bernardo | Claudio Amendola  | Andreas Schumann   | Gudo Hoegel              |
| Nena     | Clelia Rondinella | ?                  | Manuela Renard           |
| Oria     | Cristina Noci     | Heide Kipp         | Christina Hoeltel        |